# Social Point
Social Point (Socialpoint a partir de 2019) es una empresa dedicada al desarrollo de juegos y aplicaciones gratuitos para móvil y Facebook. Fue fundada en 2008 por los ingenieros informáticos Andrés Bou y Horacio Martos  en Barcelona.
A finales de 2010, Socialpoint lanzó uno de sus primeros juegos para Facebook llamado «Social Empires», el cual llegó a tener casi 2,5 millones de jugadores en pocos meses.
En 2012, decidió empezar a desarrollar juegos para móvil y desde entonces se han centrado en este mercado lanzando primero Dragon City y Monster Legends para móvil y otros títulos como Dragon Land o World Chef.
En febrero de 2013, la empresa obtuvo el cuarto puesto a nivel mundial entre los creadores de juegos para Facebook. Tres juegos de esta compañía se ubicaron entre los cincuenta más visitados de esta red social: Dragon City en el 7º lugar, Social Empires en el puesto 35º, y Social Wars en el 42º.
Según las cifras de la empresa, en 2015 facturó 85 millones de euros (el 50% en Estados Unidos) y consiguió 180 millones de descargas de sus juegos.
A principios de 2017, Socialpoint fue adquirida por el gigante de los videojuegos estadounidense Take-Two, quien pago 250 millones de dólares (cerca de 235 millones de euros) por la empresa española.

## Juegos desarrollados
- Publistars: Basado en los programas de preguntas y respuestas de la televisión, lanzado en enero del 2009 para Facebook.
- Pool Master 1 y 2: Juegos sobre Billar desarrollado en Flash Player.
- Social Park: Comenzó en el 2012 y desapareció a finales del mismo año.
- Social Empires: Su trama es gobernar y administrar un imperio medieval, su trama es sobre estrategia y guerra, lanzado el 1 de junio de 2011 y desapareció en 2017 junto con Social Wars.
- Social Wars: Trata sobre el control de una base con ejércitos modernos y desapareció en 2017 junto con Social Empires, debido a problemas con Hackers que provocaron un bajón en las ganancias de ambos juegos.
- Dragon City: Aquí es una isla mágica de cría de dragónes mágicos, es un juego de Social Point con la cual ha logrado mayor cantidad de fama. Lanzado a finales de 2012.
- Monster Legends: Aquí es otra isla mágica donde su objetivo es criar monstruos, guarda muchas similitudes con Dragon city, apareció a finales de 2013.
- Dragon City Mobile Lanzado en 2014.
- Monster Legends Mobile Lanzado en 2014.
- World Chef Lanzado en 2015.
- Dragon Land Lanzado en 2015.
- Top Troops Lanzado en 2023.